# كيلي غارنر
كيلي بريان غارنر (بالإنجليزية: Kelli Garner)‏ (ولد في 11 أبريل 1984) ممثلة سينمائية وتلفزيونية أمريكية، ظهرت لأول مرة في فيلم روائي طويل في السابعة عشرة من عمرها في فيلم الإثارة "بولي" (2001) للمخرج لاري كلارك، تلاه دور مساعد بشخصية فيث دوميرغ في فيلم "الطيار" للمخرج مارتن سكورسيزي (2004). في عام 2005، ظهرت لأول مرة على خشبة مسرح نيويورك في إنتاج خارج برودواي لمسرحية "الكلب يرى الله". على مدى السنوات التالية، لعبت غارنر أدوارًا رئيسية في الفيلم المستقل "مصاصة الإبهام" (2005)، والكوميديا الاستوديو "رجل المنزل" (2005)، والدراما الكوميدية "لارس والفتاة الحقيقية" (2007). عادت إلى المسرح في عام 2008، حيث ظهرت في إنتاج خارج برودواي لمسرحية "النورس" مع ديان ويست.
لعبت غارنر لاحقًا دور مساعد في فيلم الرسوم المتحركة من إنتاج ديزني "جي فورس" (2009)، ومن عام 2011 إلى عام 2012، لعبت دورًا رئيسيًا في الدراما التاريخية قصيرة الأمد "بان آم"، حيث جسدت دور مضيفة طيران. ثم شاركت لاحقًا في بطولة فيلم الرعب الخيالي "هورنز" (2014) للمخرج ألكسندر أجا، أمام دانيال رادكليف. في عام 2015، جسدت غارنر شخصية مارلين مونرو في الفيلم التلفزيوني "الحياة السرية لمارلين مونرو"، أمام سوزان ساراندون. ثم ظهرت كضيفة شرف في مسلسل "لوكينغ" (2014-2015) قبل أن تلعب دور البطولة في مسلسل "ذا إنيمي ويذين" الدرامي على قناة إن بي سي، والذي استمر لموسم واحد في عام 2019. كما لعبت دورًا ثانويًا في فيلم غودزيلا: ملك الوحوش عام 2019.

## نشأتها
الحياة المبكرة
وُلدت غارنر في 11 أبريل 1984 في بيكرسفيلد، كاليفورنيا، وأمضت طفولتها المبكرة في نيوبري بارك قبل أن تستقر عائلتها في ثاوزند أوكس. على الرغم من وصفها لنفسها بأنها فتاة خجولة، إلا أن غارنر لفتت انتباه أحد وكلاء المواهب أثناء حضورها حفل بار ميتزفه لصديقتها، وظهرت لاحقًا في إعلان تجاري لشركة إيغو. أثناء دراستها في مدرسة ثاوزند أوكس الثانوية، ظهرت غارنر في الفيلم القصير "هندسة التأمين" للمخرج مايك ميلز عام 2000. كانت غارنر لاعبة كرة قدم موهوبة في المدرسة الثانوية، وكانت تخطط لممارستها كمهنة قبل أن تبدأ العمل كممثلة.

## روابط خارجية
- كيلي غارنر على موقع IMDb (الإنجليزية)
- كيلي غارنر على موقع ألو سيني (الفرنسية)
- كيلي غارنر على موقع ميوزك برينز (الإنجليزية)
- كيلي غارنر على موقع أول موفي (الإنجليزية)
- كيلي غارنر على موقع قاعدة بيانات الأفلام السويدية (السويدية)
- كيلي غارنر على موقع إن إن دي بي (الإنجليزية)
- كيلي غارنر على موقع قاعدة بيانات الفيلم (الإنجليزية)
- كيلي غارنر على موقع كينوبويسك (الروسية)